# دندي (إيران)
دندي هي مدينة إيرانية صغيرة، وهي مركز ضاحية أنگوران، الواقعة بمقاطعة ماهنشان والتي هي إحدى مقاطعات محافظة زنجان، وقد بلغ عدد سكان دندي 2,547 نسمة وفقاً لإحصائية عام 2006 م يتوزعون على ستمائة وثمانية وخمسين عائلة. وسكان دندي كبقية مدن محافظة زنجان من الأقلية الآذرية، ويتحدثون اللغتين الأذرية والفارسية، وكلهم من الشيعة الإثني عشرية.
وتبعد مدينة دندي حوالي 100 كيلومتر عن مدينة زنجان غرباً.